# پروبال داشگوپتا

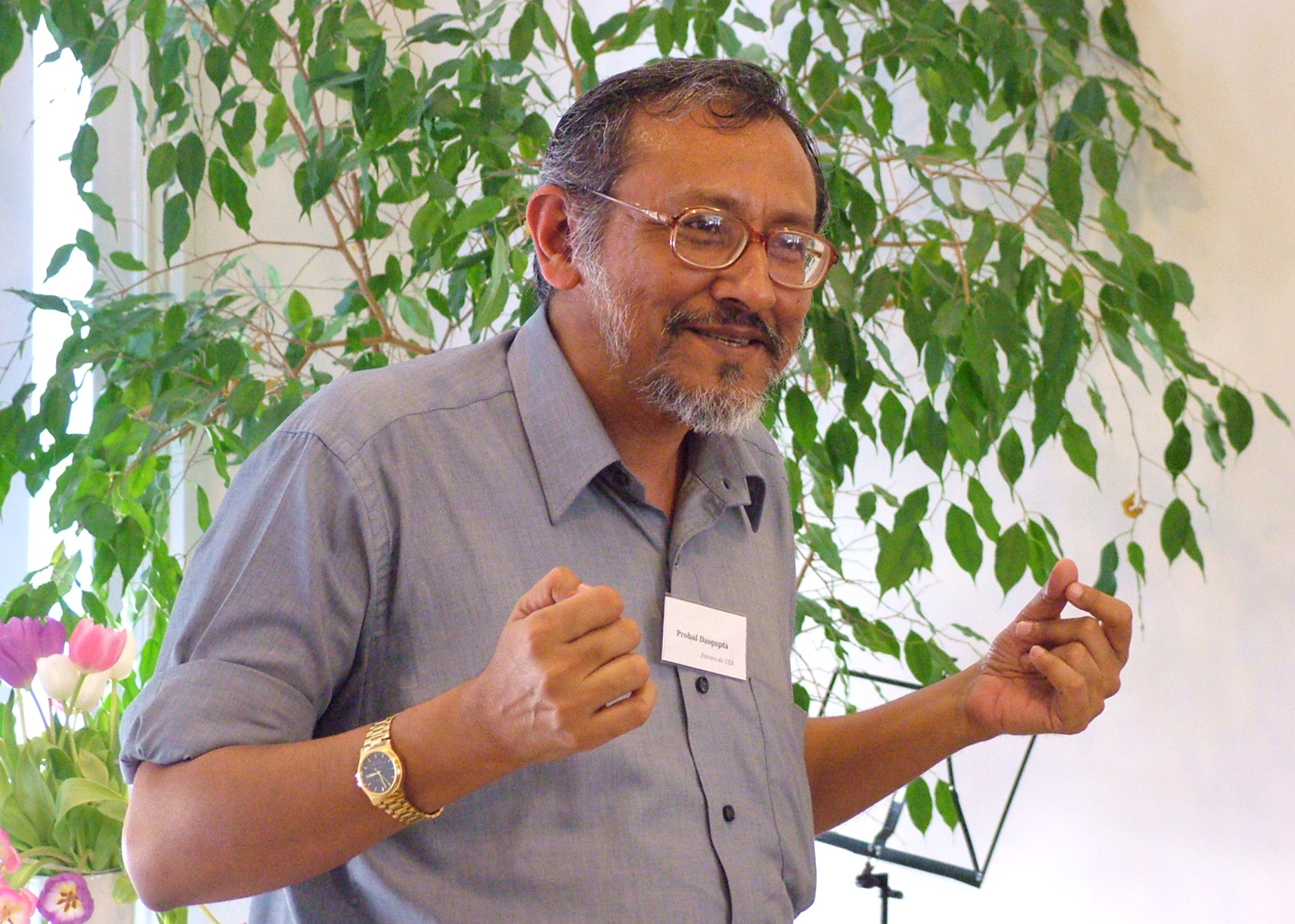
پروبال داشگوپتا، اسپرانتودان اهل هند - ۲۰۰۸

پروبال داشگوپتا، پروبال داسگوپتا یا شکل اسپرانتوی آن پروبال داشگوپتو (به اسپرانتو: Probal Daŝgupto) زادهٔ ۱۹ سپتامبر ۱۹۵۳ در شهر کلکته هندوستان، در بین سال‌های ۲۰۷۷ تا ۲۰۱۳ پرزیدنت سازمان جهانی اسپرانتو (دارای روابط رسمی با سازمان ملل متحد و یونسکو) بود.
داشگوپتا دکترای خود را از دانشگاه نیویورک اخذ کرد و از سال ۱۹۸۹ استاد زبان‌شناسی کاربردی در دانشگاه حیدرآباد هندوستان گردید و در حال حاضر (اکتبر ۲۰۱۵) در واحد پژوهش‌های زیان‌شناختی انستیتوی آمار هندوستان مشغول به‌کار است. وی از سال ۲۰۰۴ عضو افتخاری انجمن زبان‌شناسی آمریکا نیز بوده است.

## آثار پروفسور داشگوپتا
پروفسور داشگوپتا دارای آثار زیادی به زبان‌های اسپرانتو، بنگالی و انگلیسی است، که از جملهٔ آن‌ها می‌توان از موارد زیر نام برد:

### به اسپرانتو
- اقامت داشتن در زبان‌های انسانی: دید اسم‌گرایانه (به اسپرانتو: Loĝi en homaj lingvoj: la substancisma perspektivo)، نیویورک، موندیال، ISBN 978-1-59569-214-6
- پریمیتسیو (به اسپرانتو: Primico)، اثر رابیندرانات تاگور، ترجمه از زبان بنگالی، کپنهاگ، ۱۹۷۷
- خانه‌های درخواب (به اسپرانتو: Dormanta hejmaro)، اثر ماناشی داشگوپتا، ترجمه از زبان بنگالی، آنتورپ، ۲۰۰۶
- من جوان (به اسپرانتو: Mi juna)، اثر ماناشی داشگوپتا، ترجمه از زبان بنگالی، رتردام، ۱۹۸۹

### به انگلیسی
- به‌سوی گفتمانی بین علوم جامعه‌زبان‌شناختی و فرهنگ اسپرانتو (به انگلیسی: Towards a dialogue between the sociolinguistic sciences and Esperanto culture)، پونه، ۱۹۸۷
- اقامت داشتن در زبان‌های انسانی: دید اسم‌گرایانه (به انگلیسی: Inhabiting Human Languages: the Substantivist Visualization)، دهلی نو، سامسکریتی و شورای پژوهش‌هاس فلسفی هندوستان، شابک ‎۹۷۸−۸۱−۸۷۳۷۴−۷۰−۱